# アンドリュー・ワイエス
アンドリュー・ワイエス（Andrew Wyeth, 1917年7月12日 - 2009年1月16日）は、20世紀のアメリカの画家。
アメリカン・リアリズムの代表的画家であり、戦前から戦後にかけてのアメリカ東部 の田舎に生きる人々を、鉛筆、水彩、テンペラ、ドライブラシなどで詩情豊かに描く。また、作品中には体に障害を持つ女性や、黒人の中高年男性を描くなど、弱者に対する優しい目線も感じられる。少年時代には人種差別が激しく、黒人街には白人が誰も近づかないような時代背景が存在した。だが、ワイエスは人種差別をせず、黒人少年とも遊び、その様子はフィルムにおさめられ、現在も確認することができる。彼の確かなデッサン力とテクニックは、20世紀美術の写実表現の系譜に大きな位置を占めている。アメリカの国民的画家の1人といえる。ワイエスは、アメリカ人に「アメリカとは何か」を示したかったと語っていた。父は挿絵画家のニューウェル・コンヴァース・ワイエス。

## 経歴
ペンシルベニア州フィラデルフィア郊外のチャッズ・フォードに生まれる。姉3人に兄1人の末子で、子ども達は幼い頃から絵を描いた。ワイエスも水彩を習い、ペンとインクで小説の挿絵を描いていた。しかし姉らが才能を覗かせていたため、家族の中で孤立感を抱く。身体が虚弱であったワイエスは、ほとんど学校教育を受けず家庭教師から読み書きを習った。
1923年、小学校に入学するが神経衰弱となり2週間で退学。家庭教師に就いて読み書きを学ぶ。
1926年頃、水彩画を描くようになる。
1932年、近所に住むカーナー夫妻の絵を描くようになり、父ニューウェルのアトリエでも仕事を始めた。
1937年、ニューヨークのマクベス・ギャラリーで初の個展を開き、いきなり完売。
1938年、義兄よりテンペラ画を習う。
1939年、第二次大戦で入隊を志願するが、身体虚弱のために不許可となった。同年、妻となるベッツィ・マール・ジェイムズに出会う。
1940年、ベッツィと結婚。この年、最年少でアメリカ水彩画協会の会員となる。
1943年、長男ニコラスが誕生。
1945年、父と3歳の甥が乗った車が列車と衝突事故を起こし、2人は死亡した。
1946年、次男ジェイムズが誕生。ジェイムズは同様に画家となる。通称ジェイミー・ワイエス。
1947年、アメリカ美術文芸アカデミーとニューヨーク国立美術文芸協会より功労賞を受賞。
1950年、結核のため、片肺切除の手術を受ける。
1954年、コルビー・カレッジから名誉博士号を授与。以降、数多くの賞を受ける。
1959年、フィラデルフィア美術館より芸術祭賞を受賞。
1963年、アメリカ合衆国大統領より、メダル・オブ・ドリーム（自由勲章）を受賞。全米芸術賞受賞。
1965年、父・次男との親子3代の展覧会を開催。後にワイエス家の展覧会は度々開催された。
1966年、ペンシルヴェニア美術館にて大回顧展が開催。
1976年、ニューヨークのメトロポリタン美術館で展覧会。
1988年、アメリカ合衆国議会よりゴールド・メダル大統領賞に推薦され1990年に授与。
2007年、アメリカ大統領より芸術勲章を贈られる。

### 死去
2009年1月16日、ペンシルベニア州フィラデルフィア郊外チャッズ・フォードにある自宅で死去。91歳没。

## 絵画の対象とモデル
ワイエスは自宅のある生地チャッズ・フォードと別荘があるメイン州クッシング以外にはほとんど旅行もせず、作品の多くは、その2つの場所の風景と、そこで暮らす人々がテーマになっている。
それらに『ウォールデン 森の生活』で知られる作家ヘンリー・デイヴィッド・ソロー（1817〜1862）の影響を見ることが出来る。父ニューウェルの作品に『釣りをするソロー』（1936）がある。
1940年、妻に紹介され別荘近くに住んでいたオルソン家の姉弟、クリスティーナとアルヴァロをモデルに描き始める。クリスティーナは代表作『クリスティーナの世界』のモデルになっている。絵を一見すると、女性が草原に座っているだけのように見えるが、身体に障害のあるクリスティーナが這って家に帰ろうとしている様子を描いた作品である。日常的に腕の力だけで移動する彼女の手は、大きく描かれている。病弱で孤独に育ったワイエスは、シャルコー・マリー・トゥース病で足が不自由なクリスティーナが何もかもを自分の力でやってのけるその生命力に感動し、出会いから彼女の死まで、約30年に亘りクリスティーナを描き続けた。姉弟の住んでいたオルソン・ハウスは後に国定歴史建造物となる。
同じ頃、友人のウォルター・アンダーソンをモデルにした。彼はフィンランド人とネイティヴ・アメリカンの混血で、『ガニング・ロックス』（1966）などに描かれている。その後、50年あまりモデルを務めた。
1945年（1932年とも）から1975年まで30年にわたり、自宅の隣家の農場主アンナ・カーナーとカール・カーナー夫妻を描き続ける。
1967年、クリスマス・イヴにオルソン姉弟の弟アルヴァロが死去。
1968年1月27日、アルヴァロを追うように姉クリスティーナが死去。彼女は200点以上もの作品のモデルとなった。クリスティーナが他界すると、ワイエスは彼女の葬儀で出会った少女を次のモデルに決める。それは近くに住む14歳の少女シリ・エリクソンで、彼女はオルソン姉弟とは対照的に若く生き生きとしていた。シリの成長とカーナー夫妻の老いを描いて数年が経つと、今度はカール・カーナーが病に倒れた。
1971年、カール・カーナーの看病に来ていたドイツ系の農婦ヘルガ・テストーフが次のモデルに選ばれた。1985年までにその画は240点にものぼったが、いっさい公表はされなかった。ヘルガとの関係は「世紀の密会」としてスキャンダラスに報道された。シリの連作も、シリが法的に成人するまで発表しなかった。
1979年、数多くのモデルとなったカーナー農場のカール・カーナーが亡くなる。
1985年、＜ヘルガ・シリーズ＞が初めて雑誌に掲載され、存在が知られるようになった。
1995年、オルソン・ハウスが文化財史跡に登録。
1997年、若い頃よりモデルにしていたウォルター・アンダーソンが死去。
1997年、カーナー農場で多くの作品のモデルを務めたアンナ・カーナーが亡くなる。

## 父親が与えた影響
ワイエスの父ニューウェルは、息子アンドリューに絵画技法を徹底的に教えた。そこにあるものを正確に描写するように指導し、その次は見なくても「存在する」かのように描けるようにした。
トマス・ホーヴィングとの対話集より引用。以下、Q: 質問者ホヴィングとA: アンドリュー・ワイエス。
Q: 絵を描き始めたきっかけは? どのようにして絵描きになられたのですか? あなたの最初の頃の思い出は何ですか?
A: そうだね、背後に父の挿絵の影響というものが多少あったし、時代に逆行することも学んだと思う。ほとんどの人は最初、基本に忠実と思い、伝統様式の中でそれが正しいことだと認識し、過度に尊重してしまう傾向にあるけれど、私はそれはまったく逆のことから始めた。――粗野で。自由で、そして爆発的でさえあった。
自動車に乗った父が列車と衝突して亡くなり、ワイエスは多大な精神的ショックをうける。父親の死から半年後に描かれた『1946年 冬』は丘から少年が駆け下りてくる瞬間的な絵画だが、少年は凍りついたように画面に静止し鑑賞者と視線が交わることはない。この作品は、父親が事故死した一ヶ月後に事故現場近くで水彩画に取り組んでいたワイエスの前を軍服にパイロット帽をかぶった少年が駆け下りてきたため制作された。絵の少年が視線を向ける進路の先は画面左側であり、少年がどこに向かっているのかは想像がつかない。

## ヘルガをめぐるエピソード
15年に亘ってヘルガ・テストーフをモデルに240点もの作品が描かれていた事は、秘書である妻ベッツイとモデルであるヘルガの夫も知らなかったという。これは「15年もの密会」としてスキャンダラスに報道された。
ワイエスが初めてヘルガを鉛筆で描き出して、彼女は既に38歳であった（ワイエスは当時53歳）。ヘルガは若くも美しくもなかったが、彼女の内面から滲み出る何かにワイエスは魅かれていた。ワイエスが見栄えのないヘルガを描き続けたのは、彼女が辛抱強く、寒い戸外に立たせても不平を言うこともなく、屋内では命じられたポーズを忠実に守り続けたためである。同一のモデルを様々なスタイルで240点も描いたのは、一人の中年女性にも無尽蔵ともいえる魅力が潜んでいたからであった。
『ページ・ボーイ』では沈鬱で禁欲的なヘルガが描かれ、『恋人たち』と題するヌードでは、ヘルガは豊満な肉体を見せている。さらに同じ裸体でも『仮収容所』のように背面から描くと別の魅力がある。＜ヘルガ・シリーズ＞はヘルガの年齢や風貌もあり、裸体を除くと、全体として暗くやや重い。
15年間、秘密にしていた理由については、妻ベッツィがワイエスが異性のヌードを描くのに「私の見えないところで」と言ったためともされるが、それが15年の間、隠していた理由であるのか。

## 主な作品
- 『ロブスター漁師』“The Lobsterman”（1937年）水彩、紙 55.9×73.7cm ハンター・アメリカンアート美術館蔵
- 『自画像』“Self-Portrait”（1938年）テンペラ、パネル 50×40.8cm 個人蔵
- 『ブラック・ハンター』“Black Hunter”（1938年）テンペラ、パネル 81.3×101.3cm アンドリュー・ワイエス夫妻蔵
- 『1946年 冬』“Winter 1946”（1946年）テンペラ、パネル 79.7×121.9cm ノースカロライナ美術館蔵
- 『海からの風』“Wind from the Sea”（1947年）テンペラ、石膏塗りの板 47×70cm ワシントン・ナショナル・ギャラリー蔵
- 『干し草をかき集めるアルヴァロ』（1947年）水彩、紙 55.1×75.6cm 丸沼芸術の森蔵[6]。
- 『クリスティーナの世界』“Christina's World”（1948年）テンペラ、パネル 81.9×121.3cm ニューヨーク近代美術館蔵
- 『踏みつけられた草』“Trodden Weed”（1951年）テンペラ、パネル 50.8×46.4cm アンドリュー・ワイエス夫妻蔵
- 『遥か彼方に』“Faraway”（1952年）ドライブラッシュ・水彩、紙 34.9×54.6cm 個人蔵
- 『オルソン嬢』“Miss Olson”（1952年）テンペラ、パネル 63.5×72.4cm 個人蔵
- 『ニコラス』“Nicholas”（1956年）テンペラ、パネル 82.6×93.3cm 個人蔵
- 『孫娘』“Granddaughter”（1956年）ドライブラッシュ・水彩、紙 42.3×59.1cm コネティカット州、ワズワース美術館蔵
- 『彼女の部屋』“Her Room”（1963年）テンペラ、パネル 63.5×121.9cm ファーンズワース美術館蔵
- 『ガニング・ロックス』“Gunning Rocks”（1966年）ドライブラッシュ・水彩、紙 49×61cm 福島県立美術館蔵
- 『アンナ・クリスティーナ』“Anna Christina”（1967年）テンペラ、パネル 54.6×59.7cm ブランディワイン・リヴァー美術館蔵
- 『アルヴァロとクリスティーナ』“Alvaro and Christina”（1968年）水彩、紙 53×73cm ロックランド、ファーンズワース美術館蔵
- 『サウナ』“Sauna”（1968年）テンペラ、パネル 629×737cm ブランディワイン・リヴァー美術館蔵
- 『薄氷』“Thin Ice”（1969年）テンペラ、パネル 115.2×121.9cm 個人蔵
- 『カーナー夫妻』“The Kuerners”（1971年）ドライブラッシュ、紙 67.3×100.3cm アンドリュー・ワイエス夫妻蔵
- 『ローデン・コート』“Loden Coat”（1975年）水彩、紙 76.2×55.9cm 個人蔵
- 『松ぼっくり男爵』“Pine Baron”（1976年）テンペラ、パネル 80×84.5cm 福島県立美術館蔵
- 『編んだ髪』“Braids”（1977年）テンペラ、パネル 41.9×52.1cm 個人蔵
- 『夜の寝台車』“Night Sleeper”（1979年）テンペラ、パネル 121.9×182.9cm アンドリュー・ワイエス夫妻蔵
- 『ジャックライト』“Jacklight”（1980年）テンペラ、パネル 109.7×123.8cm サウスカロライナ州、グリーンヴィル郡立美術館蔵
- 『ドクター・シン』“Dr.Syn”（1981年）テンペラ、パネル 54.6×47.6cm アンドリュー・ワイエス夫妻蔵
- 『雪の丘』“Snow Hill”（1989年）テンペラ、パネル 121.9×182.9cm アンドリュー・ワイエス夫妻蔵
- 『男と月』“Man and the Moon”（1990年）テンペラ、パネル 76.5×121.9cm ミズーリ州、ケムパー現代美術館蔵
- 『結婚』“Marriage”（1993年）テンペラ、パネル 61×61cm 個人蔵
- 『宙に舞う』“Airborne”（1996年）テンペラ、パネル 101.6×121.9cm クリスタル・ブリッジ美術館蔵
- 『ドリュアスまたは木の精』“Dryad”（2000年・2007年）テンペラ、パネル 121.3×112.4cm アンドリュー・ワイエス夫妻蔵
- 『想像の世界』“Otherworld”（2002年）テンペラ、パネル 77.5×121.3cm 個人蔵
- 『グッドバイ』“Goodbye”（2008年）テンペラ、パネル 90.5×121.3cm アンドリュー・ワイエス夫妻蔵 [7]